# سیارک ۳۶۲۹
سیارک ۳۶۲۹ (به انگلیسی: 3629 Lebedinskij، نامگذاری:1982WK) سه هزار و ششصد و بیست و نهمین سیارک کشف شده‌است که در ۲۱ نوامبر ۱۹۸۲ کشف شد.
قدر مطلق سیارک برابر ۱۲٫۷۰ است.